# 拉帕塞拉 (瓜拉雷區)
拉帕塞拉（西班牙語：La Pasera），是巴拿馬的城鎮，位於該國中南部，由洛斯桑托斯省的瓜拉雷區負責管轄，面積20.6平方公里，海拔高度45米，2010年人口897，人口密度每平方公里43.5人。